# 今川貞世
今川 貞世（いまがわ さだよ）は、鎌倉時代後期から南北朝・室町時代の武将、守護大名。室町幕府の九州探題、遠江、駿河半国守護。九州探題赴任中は備後、安芸、筑前、筑後、豊前、肥前、肥後、日向、大隅、薩摩の守護も兼ねた。歌人としても名高い。法名は了俊（りょうしゅん）で、今川了俊と呼ばれることも多い。没年は異説あり。『難太平記』の著者であるが、紀行文『道ゆきぶり』・『鹿苑院殿厳島詣記』、歌学書『二言抄』・『言塵集』など他にも多数著作を残している。

## 生涯

### 畿内での活動
今川範国の次男として生まれる。生年は諸説あるが、嘉暦元年（1326年）に誕生したとされる。兄に範氏、弟に氏兼、仲秋がいる。
幼少時は不明だが、鎌倉幕府滅亡までは鎌倉で過ごしたとされ、滅亡後は父の本拠地である遠江の見付（現在の静岡県磐田市）で過ごしたと推測される。父に従っていた記録は残り、12、13歳頃から和歌を学ぶ。また後の著作『難太平記』では13歳頃の延元3年/暦応元年（1338年）に駿河守護となった父に連れられて富士山本宮浅間大社に参拝したことを書いている。
足利将軍家内部の対立から室町幕府初代将軍足利尊氏と弟の足利直義の両派の抗争へ発展した観応の擾乱においては、父と共に将軍側に属する。『太平記』によると、正平6年/観応2年（1351年）の薩埵峠の戦いでは伊予守の官職名で貞世が初めて登場する。以後直義派や南朝勢力と戦い、正平10年/文和4年（1355年）には細川清氏に従い直義の甥で養子（尊氏の庶子）である足利直冬の軍と東寺合戦で戦う（『難太平記』）。『太平記』では正平14年/延文4年（1359年）に2代将軍足利義詮の南朝征伐に兄範氏と共に参戦、翌正平15年/延文5年（1360年）まで畿内を転戦したという。
室町幕府執事となった清氏が正平16年/延文6年（1361年）に失脚して南朝に下ると、父の命で講和呼びかけの為に遠江から京都へ召還される。上洛途中に清氏が領国若狭へ出奔したため会うことは無かったが、同年に南朝の部将として京都を占拠した清氏の軍勢と交戦した（『太平記』）。軍事活動のほか、正平21年/貞治5年（1366年）から正平23年/応安元年（1368年）まで幕府の侍所頭人兼山城守護を務め、正平22年/貞治6年（1367年）から建徳元年/応安3年（1370年）まで引付頭人などを務めた（遠江守護にもなったとされるが事績がはっきりしない）。貞治6年に義詮が死去すると出家して了俊と名乗った。
この時期に起こった今川氏の駿河守護継承問題にも関与、正平20年/貞治4年（1365年）4月30日に兄範氏が亡くなると、父が兄の駿河守護を了俊へ譲ろうとしたが了俊は辞退、半年後の10月19日に兄の遺児で甥の今川氏家が義詮から駿河守護に補任された。数年後に氏家も子の無いまま亡くなると、氏家の意向で了俊の嫡男貞臣に駿河守護が譲られることになったが、了俊はこの時も辞退して出家していた氏家の弟・今川泰範を還俗させて次の駿河守護とした。氏家の死と泰範の駿河守護補任は貞治6年4月以降、正平24年/応安2年（1369年）以前とされる。

### 九州上陸、征西府との戦い
3代将軍足利義満時代の応安3年6月頃に、管領の細川頼之から渋川義行の後任の九州探題に推薦され、正式に任命された（引付頭人は9月に辞任）。観応の擾乱後の九州には南朝方の菊池武光が征西大将軍懐良親王を奉じた征西府、足利直冬等が分立し、直冬が九州を離れた後に征西府が北朝（幕府）方の筑前守護少弐頼尚を撃破して大宰府を占領し、南朝勢力が強くなっていた九州の平定のために派遣されることになったのだが、歴代探題（一色範氏・一色直氏・斯波氏経・渋川義行）はいずれも成果を挙げられず、幕府劣勢下での人事であった。
九州探題に任命されると一旦本国・遠江へ戻り、九州下向準備をした後10月に上洛、建徳2年/応安4年（1371年）2月に京都を出発、5月に安芸に留まり、周防を経て11月29日に長門赤間関（現在の山口県下関市）に到着した。この間に紀行文『道ゆきぶり』を著し旅路の途中で和歌を詠みつつ毛利元春、吉川経見、熊谷直明、長井貞広、山内通忠ら備後・安芸の国人衆を招集している。了俊の九州戦略は周防・長門の大内弘世・義弘父子等の協力も得て新興の国人勢力と連絡し、阿蘇惟村の協力を得て豊後に嫡男の貞臣を田原氏能と共に豊後高崎山城に入り込ませ、弟の仲秋は松浦党の協力を得て肥前から大宰府を攻め、了俊自身の兵は豊前から大宰府を攻める方針を取った。
この方針に沿って貞臣は7月に高崎山城へ入ったが菊池武光の息子菊池武政の軍に包囲され苦戦、翌年の文中元年/応安5年（1372年）1月まで防衛に徹した。一方、仲秋は11月に肥前へ移り、応安5年2月に攻めて来た武政の軍を破り筑前へ進出した。了俊も応安4年12月19日に九州へ渡り、豊前門司へ上陸した後、応安5年に筑前の諸城を攻略した。そして8月に肥前から筑前に入った仲秋と合流し8月12日に征西府の大宰府を攻略、懐良親王・菊池武光等を筑後高良山（福岡県久留米市）に退去させ、大宰府を北朝方の拠点とした。
今川軍と征西府軍は筑後川を挟んで膠着状態になったが、了俊は九州各地の国人へ書状を送り招集に尽くす傍らで、仲秋や貞臣を肥前へ派遣して肥前の支配を固めた。かたや征西府は文中2年/応安6年（1373年）11月16日に武光を、翌文中3年/応安7年（1374年）5月26日に武政を相次いで失い弱体化、10月に懐良親王・菊池武朝（武政の子）らは高良山を捨て菊池氏本拠の肥後菊池城（隈府城）へ撤退した。この後戦局は肥後へ移り、天授元年/永和元年（1375年）3月に了俊は肥後へ出陣、7月15日には水島（現在の熊本県菊池市）まで出兵した。
水島での会戦に備えて勢力結集をはかり、九州三人衆と呼ばれる豊後の大友親世、筑前の少弐冬資、大隅の島津氏久らの来援を呼びかけた。三人衆のうち大友親世は来陣、島津氏久も甥の島津伊久と共に来陣、唯一九州探題と対立していた少弐冬資は着陣を拒んだが、氏久の仲介で来陣した。ところが8月26日、水島の陣において了俊は宴の最中に冬資を謀殺する挙に出た。この水島の変により氏久は離反して帰国、島津氏は了俊の九州経営に抵抗するようになった。また、親世も探題に対して嫌疑を抱き、了俊への支援を止めてしまった。了俊が自ら招いた孤立に乗じて筑後の南朝方が蜂起、菊池武朝も反撃に出たため了俊は9月8日に水島から撤退を余儀なくされ、10月には肥前にまで追いやられた。

### 征西府や島津氏との戦闘

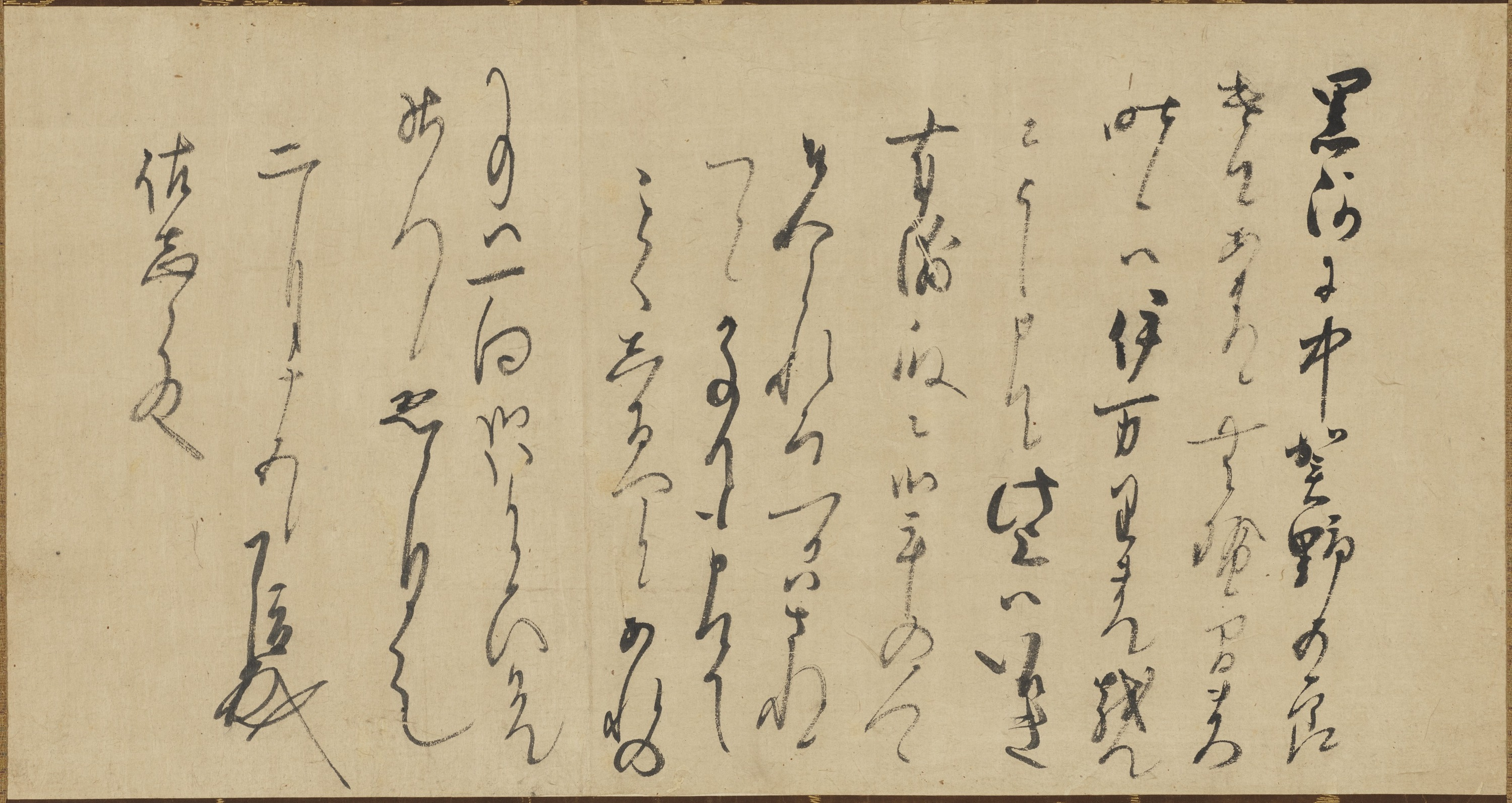
永和2年に出された今川了俊の自筆書状（九州国立博物館蔵）

九州の有力大名の離反によって一転して窮地に陥った了俊は幕府に支援を要請、幕府は了俊と同盟関係にあった大内氏に協力を要請する。これに対して大内弘世は了俊との軍事行動には非協力的で、応安4年に子の義弘共々軍を率いて九州に上陸したが、翌応安5年に勝手に帰国したり、了俊が守護だった安芸を侵略して足並みを乱した。この時も難色を示し出兵を拒否したが、義弘は了俊を支持し、年末に自ら援軍を率いて豊後に上陸、翌天授2年/永和2年（1376年）には姻戚関係にあった親世と共同で筑前有智山城を攻撃して冬資の弟少弐頼澄を追い出した（義弘は姉妹が冬資と親世の妻になっており、自らも了俊の姪で仲秋の娘を妻にしていた）。以後、了俊の軍事は義弘に支えられていった。
了俊も態勢を立て直すために策を巡らし、3月に島津伊久へ本領安堵をちらつかせて氏久に同調しないよう牽制、島津氏の分断を図った。5月には5男の満範を薩摩・大隅・日向3ヶ国の大将として南九州へ派遣することを薩摩国人入来院重頼・伊集院久氏に伝えて氏久の孤立を画策、6月に満範は肥後国人相良前頼に人吉で迎えられ、大隅国人禰寝久清らを勧誘しつつ氏久の居城・日向志布志城への侵攻ルートにある日向庄内（現在の宮崎県都城市）の三俣院へ進軍した。8月12日に了俊は幕府から氏久・伊久に代わり大隅・薩摩守護に補任、満範は28日に三俣院へ着陣、9月には氏久の叔父樺山資久が籠る日向小山城を落として日向高城から移り、島津氏攻略の準備を整えた。しかし、満範は小山城から氏久の従弟北郷義久・樺山音久兄弟が籠る日向都之城を攻撃目標にしたが、国人がなかなか参陣しないため都之城を包囲出来ないでいた。
そんな時、天授3年/永和3年（1377年）9月に氏久・伊久が武家方に復帰、了俊に従う国人衆を動揺させた。10月28日に国人衆は氏久の報復からの自己防衛として南九州国人一揆を結成、島津氏が一揆に所領を要求したり合戦をしかけた場合は了俊の指示を待たずに防戦すること、所領問題では了俊の意向を請けつつ一揆構成員の談合で処理することを決めた。この一揆結成は了俊の意向があったとされるが、領土確保に動いた国人衆の自主的な結成であることから否定されている。了俊は国人一揆に対しては島津氏が不穏な動きを見せたら幕府へ訴えることを約束したが、所領問題で一揆に不利な対応を取ったため彼等から不信感を抱かれた（後述）。
氏久は武家方に復帰したが、国人一揆の調略を行い了俊の元へ参陣して来なかったので、天授4年/永和4年（1378年）3月に両者は決裂、氏久は了俊との敵対関係に戻ったが、伊久は了俊の軍勢催促に応じて妥協へと転じた。了俊は氏久を討つべく大隅国人に満範の陣へ出陣するよう催促、満範は12月に一揆勢を率いて都之城を包囲したが、翌天授5年/康暦元年（1379年）3月1日と3月3日に志布志城から後詰に来た氏久に敗れて都之城から撤退した（蓑原の合戦）。敗因に一揆勢の足並みの乱れにあると見た了俊は「一揆勢が油断して勝手に帰宅したから」「氏久に内通したため」と一方的に責任を一揆勢に転嫁したが、了俊の一揆勢への場当たり的な対応とそれに乗じた氏久の調略も挙げられる。蓑原の合戦の敗北と大隅姫木城の陥落で、日向方面は戦略の見直しを余儀なくされた。
思うように進展しない島津氏との戦いとは対照的に征西府討伐は優勢に進み、永和3年1月13日には菊池武朝・阿蘇惟武ら南朝勢力と肥前蜷打で激突。戦いは義弘の支援もあって北朝方の大勝に終わり、惟武ら南朝方の有力武将を多数討ち取った（肥前蜷打の戦い）。5月に肥後へ再び出陣、6月10日に志々木原に着陣して隈府城に迫った。永和4年9月29日の託麻原の合戦では征西大将軍良成親王（懐良親王の甥）と武朝の軍に敗れたが、3年後の弘和元年/永徳元年（1381年）6月23日に仲秋と共同で武朝の隈府城と良成親王の染土城を落とし、良成親王らは宇土城、続いて名和顕興を頼り古麓城（八代城）へ落ち延びていった。こうして征西府は肥後南部に逼塞し北朝方の優位が確定した。一方、この頃から了俊は、右手の中風に悩まされるようになった。
九州で戦いが続いている頃、京都では康暦元年に康暦の政変が起こり、了俊の支援者だった細川頼之が斯波義将によって失脚、頼之派の守護が交替させられた。了俊もこの煽りを受けて備後・豊前・肥後・日向の4ヶ国の守護職を取り上げられてしまった。このうち豊前は義弘に交替したが、九州探題である了俊の影響力が健在で、罷免まで義弘は豊前を支配出来なかった。一方、安芸は守護の地位を保ったが、了俊が不在の隙を突いて弘世が進出、天授6年/康暦2年（1380年）の弘世の死後は義弘に引き継がれていった。
日向方面は名和慈冬（または各和慈冬）を満範のいる庄内へ派遣、康暦元年に南九州に入り、康暦2年に三俣院へ進出した慈冬は国人の再結集を図り、都之城を再包囲して周辺の掃討作戦に取り組んだ。永徳元年に掃討作戦が進んで包囲網も強化されつつあった矢先、10月に氏久が再度武家方に復帰したが、了俊と氏久の妥協が背景にあったと推測され、了俊は氏久討伐より八代にいた征西府討伐を優先する方針、氏久は都之城包囲網解除の目論見があったからとされる。だが永和3年の時と同じく氏久は国人一揆を調略し所領を侵略して了俊の元へ参陣せず、了俊と国人一揆の相互不信も解消されなかったため、元中2年/至徳2年（1385年）の相良前頼の南朝への寝返りもあって国人一揆は崩壊した。そして南九州の国人衆が反今川方に寝返る中、慈冬も元中3年/至徳3年（1386年）までに了俊の命令で薩摩へ移動、庄内戦線は崩壊して南九州の今川氏の影響力は消滅した。
氏久が了俊に対抗出来たのは自己完結型の知行制を確立していたこと、幕府と独自の交渉ルートがあったからであり、守護職剥奪に関係なく国人・寺社に対する安堵・宛行・寄進で懐柔を進めた一方、了俊の頭越しに幕府と交渉、服属と離反を繰り返した。こうした氏久の動向に対して幕府は了俊の要請で追討令は出すが、服属すれば簡単に受け入れ、元中元年/至徳元年（1384年）に氏久へ日向荘園の遵行、大隅への段銭賦課を命じ、氏久の大隅・日向に対する実効支配を重視する姿勢を取った。幕府は島津氏に了俊への忠誠よりも日向の秩序維持を求め、日向にある幕府領を安定・維持出来るのは氏久しかいないと判断した上での命令だったが、それが氏久の叛服常ない態度が許される要因となった。元中4年/至徳4年（1387年）に氏久は亡くなったが、子の島津元久も了俊との対立を続けた。
島津氏との戦闘は長引いたが、征西府討伐は大詰めを迎え、元中8年/明徳2年（1391年）に八代城が陥落し良成親王は筑後矢部（現在の福岡県八女市）へ逃れ、元中9年/明徳3年（1392年）の南北朝合一を機に武朝と和睦し、明徳4年（1393年）までに武朝ら九州南朝勢力を帰順させて九州平定を果たした。しかし南北朝合一後も元久と対立、応永元年（1394年）に4男の尾崎貞兼を南九州に派遣して庄内で島津軍と戦ったが、貞兼は敗れ相良前頼は戦死、翌年に了俊も九州探題を解任されたため、島津氏討伐は失敗に終わった。
外交では懐良親王を指すとされている「日本国王良懐」を冊封するために派遣された明使を抑留し、日明交渉を将軍足利義満の手に委ねた。また、高麗の使者鄭夢周とも接触して独自の交渉を行い、明徳3年に李氏朝鮮が成立しても交渉を継続した。これにより、大内氏にも呼びかけて倭寇（前期倭寇）を鎮圧し、倭寇に拉致された高麗人の送還などを行い、『大蔵経』を求めるなどの善隣政策を推進した。
また、九州平定の合間の元中6年/康応元年（1389年）に義満の厳島神社参詣のお供に加わり、各地の遊覧の様子や自らが詠んだ和歌などを記した紀行文『鹿苑院殿厳島詣記』を著した。この遊覧は行く先々で将軍権威を誇示したり、康暦の政変で失脚した細川頼之との和解を図ることを目的にしていた。天候の悪化で義満の九州渡海は中止になり帰路に就いたが当初の目的は果たされ、頼之派であり不遇だった了俊は義満との関係を改善、義満を接待した義弘は彼に見込まれ在京大名の一員に抜擢された。
文学活動も九州平定の合間に行い、太宰府天満宮・安楽寺・河上神社の寺社領保護政策、宇佐神宮の大宮司一族の争いの介入および下宮修復は寺社での連歌興行を推進する意図があったとされる。康暦2年に大慈寺周辺の景色に因んだ詩歌を京都の公家・僧たちに依頼して『大慈八景詩歌』を作らせたが、これは南九州国人層、特に氏久への牽制を込めた政治的意図もあった。また永和4年に『道ゆきぶり』を再稿、康暦2年に『下草』、康応元年に『鹿苑院殿厳島詣記』、明徳3年に『懐紙式』を著した。他にも年代不明の著作に『了俊大草子』・『今川了俊書札礼』がある。

### 九州探題の解任と晩年
応永2年（1395年）7月、了俊に上京の命が下り、同年8月に上京した。ところが、上京した了俊は九州探題を罷免されてしまい、後任の九州探題として渋川満頼が任命された。
罷免理由は従来は義満が了俊の自立化を警戒したからとされるが、見直しが進んで別の説が唱えられている。了俊は応永2年に大友親世と庶家の田原氏・吉弘氏との争いに介入し、親世の家臣吉弘氏郷を討ったことで親世との武力衝突が起こっただけでなく、氏郷が幕府の直臣だったことから義満の不興も買ったことが明らかになった。更に、親世が義弘や島津元久と結託して了俊と九州大名の協調関係が崩壊、軍事的劣勢に陥った了俊は義満に召還されたため、罷免理由は九州からの撤退に追い込まれたことが原因とされる。
『難太平記』には、義弘から了俊に大名間同盟を持ち掛けられた話が記されている（この話を了俊が拒んだことが探題解任の一因になったと書かれているため、時期は不明だが解任以前と推測される）。それによると、義弘は了俊に対して親世との関係修復と自らを含めた三者同盟を持ちかけた。その際、諸大名との力関係で処遇を決め、弱い大名は弾圧するが強い大名には手を出さない義満の政治手法を批判し弾圧に対抗するためと同盟を提案したが、了俊は大名の私的な同盟は義満から謀反を疑われかねないため拒絶した。それを恨んだ義弘は親世と謀り了俊を讒言したという。
上洛直後とされる8月25日に、幕府奉行人の治部入道某の家の月次和歌会に冷泉為邦や弟の冷泉為尹と共に出席して正徹と出会った（時期は応永2年とされるが推測で、正徹と出会った年は不明）。正徹の著作『正徹物語』では了俊の行動が記され、歌会で出された為尹の歌を正徹が褒め称えたことを支持したこと、正徹に歌の指導をしたことなどが記されている。別の著作『なぐさめ草』でも正徹に『源氏物語』の講釈をしたこと、『西行上人談抄』ではたびたび歌学書を与えたことが書かれ、2人の深い交流が窺える。
了俊は探題を罷免された後、遠江と駿河の半国守護を命じられ、それぞれ仲秋、甥の今川泰範と分割統治することとなった。泰範は応安2年に探題就任前の了俊の尽力で駿河守護になったが、了俊が探題を罷免された応永2年に鶴岡八幡宮や円覚寺の駿河国内の所領が押領されたことを口実に半国を取り上げられ、了俊に与えられたため、了俊が自ら所望して守護職を得た物と勘違いして恨みを抱いており、駿河半国返還を幕府に訴えた。了俊も義満のこの措置に不満を抱き、義弘や鎌倉公方足利満兼に密かに連絡を取ったとされる。この任命は今川氏の内紛を画策した義満の策略が疑われている。
国文学者小川剛生の研究によると、失意の了俊は義弘の再度の要請に応じ、足利満兼と義弘の仲介を務めたとされ、相模藤沢（現在の神奈川県藤沢市）に移住し満兼の援助を受けていたこと、彼と義弘を仲介したことを明らかにしている。『難太平記』で了俊は潔白を主張して義弘に責任転嫁しているが、小川の説を取り上げた歴史学者平瀬直樹は仲介の事実を隠すための自己弁護と見ている。
応永6年（1399年）10月には義弘が堺で挙兵し、応永の乱が起こっている。乱が起こった頃は上洛中だったが、11月に京都から逐電して遠江へ下っている。12月21日に義弘が敗死して乱が平定されると藤沢に蟄居したが、義満によって乱の関与を疑われた。翌応永7年（1400年）1月10日には関東管領上杉憲定に対して了俊追討令が出されたが、了俊は憲定や泰範の嘆願や弁明、今川一族の助命嘆願の結果許され、9月4日に上洛して翌5日に出仕し義満に詫びを入れたことで赦免された。ただし、了俊と仲秋の半国守護は取り上げられ、それらを与えられた泰範は駿河・遠江2ヶ国を領有した。これは助命嘆願と引き換えにかねてからの泰範の駿河半国返還要求を受け入れた結果だった。
了俊は堀越郷を喝命所として与えられ、以後「今川」の名字を名乗ることを禁じられ、「堀越」の名字を称するようになった。

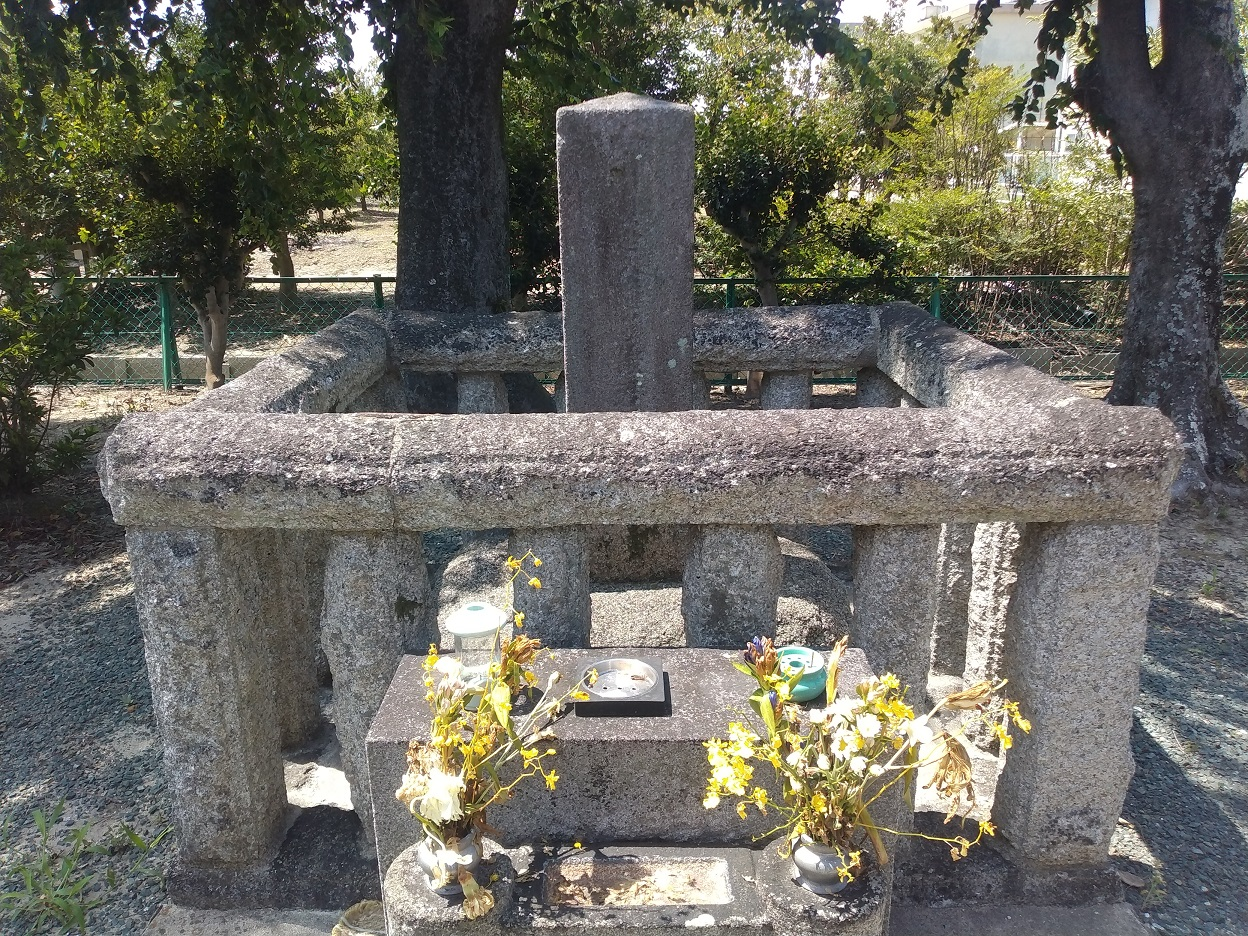
今川氏発祥の地（西尾市今川町・西尾市指定史跡）に立つ了俊（貞世）の供養墓

晩年は『難太平記』の執筆など著作活動を行い、時折冷泉為尹に同行して東山の花見へ行ったり、正徹を連れて石山寺を訪れる余生を送った。この時期の著作は応永9年（1402年）の『難太平記』、応永10年（1403年）の『二言抄』、応永13年（1406年）の『言塵集』、応永15年（1408年）の『師説自見集』、応永16年（1409年）の『了俊一子伝』、応永17年（1410年）の『了俊歌学書』、応永18年（1411年）の『歌林』、応永19年（1412年）の『了俊日記』と『落書露顕』がある。
『師説自見集』に晩年の生活を記しており、雑念が浮かぶため慰め半分に歌の注釈に没頭する生活を送り、雑念なく念仏を唱えることや静座が出来ないことを嘆く心境と、名誉を求め芸能に励む風潮への批判を記した後、「一たびも南無阿弥陀仏といふ人の蓮の上にのぼらぬはなし」という空也の歌を挙げ、「たは事もまこと云もはてはとまり所をしる人はなし」という歌で最後を結んでいる。『落書露顕』でも晩年の生活に言及している。
享年に関しては諸説あり87歳から96歳で没した。なお『今川家譜』などには応永27年（1420年）8月（『寛政重修諸家譜』では同年8月28日）に96歳で没したとあるが、正徹の紀行『なぐさめ草』には応永25年（1418年）の時点で既に了俊が物故していたことが記されている。墓所は静岡県袋井市の海蔵寺に所在するほか、供養墓が愛知県西尾市今川町の今川氏発祥の地に立つ。

## 文学
和歌は祖母の香雲院や二条為基（京極為基）、冷泉為秀らに学び、連歌では二条良基らに学び、貞治5年の二条良基主催の年中行事歌合に参加している。正徹とも交友。禅や儒学なども行う。『言塵集』という歌論書や、九州探題としての赴任途中の紀行文『道ゆきぶり』を残す。
『了俊一子伝』によると、12、13歳頃に祖母から「歌と云物を詠まずしてはあさましき事なり」と諭されて和歌を始めたとされる。16、17歳頃に京極為基の指導で和歌を教わり、20歳頃から冷泉為秀の門に入り、興国7年/貞和2年（1346年）には勅撰和歌集の『風雅和歌集』に為基・為秀の斡旋で1首入った。為基からは「歌というのはありのままに詠むものだ」と教わり、為秀からは和歌の技術として「替言」を教わり「心風情はそのままにして歌語に反省を加え、ただ1つの言葉に選び尽くす」という歌論を著作で主張するようになった。こうして冷泉派の歌人として成長、為秀を中心とする和歌の文芸サロンに参加する一方で勅撰和歌集に歌が選ばれ、『新拾遺和歌集』に2首、『新後拾遺和歌集』『新続古今和歌集』に1首ずつ入り、『風雅和歌集』と合わせて5首が勅撰和歌集に入った。貞治5年12月22日の年中行事歌合に参加して6首出詠、翌貞和6年3月23日の新玉津島社歌合にも参加して3首出詠、3月29日の中殿御会には参加しなかったが侍所頭人として警護役を務めた。為基・為秀の知り合いである兼好法師とも交流があったという。
了俊の歌学書には歌の風体と作歌の実態についての心掛けを説いた物と、詞の注釈をした物がある。前者は『二言抄』・『了俊一子伝』・『了俊歌学書』・『落書露顕』、後者は『言塵集』・『師説自見集』・『歌林』・『了俊日記』である。『了俊一子伝』では『古今和歌集』・『後撰和歌集』・『拾遺和歌集』・『源氏物語』を読むことを勧め、歌は上中下の3段階で学ぶべしと説き、心と風情を求めて詠めば珍しい詩が出てくると記した。『二言抄』では歌言と唯言の区別を説き、前者は勅撰和歌集や三十六歌仙の家集『三十六人家集』に詠まれた歌で、後者はそれらにまた詠まれていない世俗の歌であるという。
和歌は平明・率直に心情を詠んでいる点が特徴で、歌論は「模倣を避け、独創的な歌を率直に詠まなくてはならぬ」「歌語の取捨選択に注意し、耳立たないなだらかな聞きよい言葉を用いなければならない」「歌に慢心は禁物であり、才学に努めなくてはならない」ことを説いている。
連歌は30歳頃から学び、初め順覚・救済・周阿に教わったが、やがて周阿に批判的な二条良基の下へ移り、連歌を学ぶ傍ら『万葉集』の研究にも熱中、連歌と和歌制作の資料として活用した。彼等との交流は九州へ赴任した時も続き、応安4年に九州へ渡った周阿を大宰府で出迎えて連歌の相談を受けたり、康暦2年に良基への連歌に関する質問と回答からなる『下草』を著したこと、義満の使者として派遣された朝山師綱との交流が挙げられる。禅と儒学は東福寺18世仏海に師事する一方で時宗とも関係があったとされ、古山珠阿を始めとする和歌・連歌などに通じる教養が高い多くの時宗の僧たちを側に置き、退屈を紛らわすため陣中で物語を話す朗読役をさせる一方、連絡役として各地へ派遣する役割も任せた。この他にも、時宗僧か不明だが大友氏出身とされる宗久という僧が珠阿と同様の役割を担っており、康暦2年に九州から上洛して『大慈八景詩歌』成立に奔走した。
兼好法師の弟子である命松丸とも親交があり、命松丸が九州下向へ従っている事などから『徒然草』の編纂にも関わっているとも言われるが、否定的研究もある。
九州赴任中は地方歌人たちから指導を請われ、『古今和歌集』・『後撰和歌集』・『拾遺和歌集』・『万葉集』などについての質問に答えたり、秘伝を積極的に公開する形で指導した。後に和歌の勉強には『三十六人家集』・『伊勢物語』・『枕草子』・『源氏物語』や藤原定家・為家父子の著作など冷泉派に関する本の研究を勧め、秘伝尊重の当時ではそれに捉われない姿勢を取っていた。また教養を活かして自己の権威に繋げる場合もあり、永和4年に『道ゆきぶり』を再稿した際も積極的に九州の武士たちへ広め、この著作に朝廷の公家たちや鎌倉の寺の長老たちから歌や詩を送られたことを記し、自分が中央の要人と太いパイプを持っていることを示した。武家故実伝授も武士に必須の教養として九州武士たちに受け入れられ、自己を九州最高の権威として位置づけ、将軍権力の地方浸透にも役立てた。了俊は武家家訓『竹馬抄』（了俊著者説あり）にある「教養や文才は対人関係上きわめて有利であり、たとえその才能がなくとも熱心に嗜めば人並みに扱ってもらえる」という功利主義的な教えを体現していた。
晩年には学者として著作に専念し、『難太平記』は古典『太平記』を難ずる意味の歴史書で、応永の乱における自らの立場や、『太平記』に記されない一族の功績を記している。『難太平記』は『太平記』批判が目的であるかのように広まっているがそうではなく、今川氏の歴史を子孫に伝えるために書いた家訓というべき書物である（題名の難太平記は後人の命名で原書名は不明）。この書物は政道批判の書としての一面があり、自分を九州探題解任に追い込んだ斯波義将・渋川満頼、恩を仇で返した泰範への憎悪、彼等の振る舞いを許した義満への不満が込められている。加えて、応永の乱における満兼の挙兵の正当化と自らの関与否定も書いている。
故実書『今川大双子』・指南書『今川状』（または今川壁書）は著作とされるが、後世の作品として否定されている。

## 人物

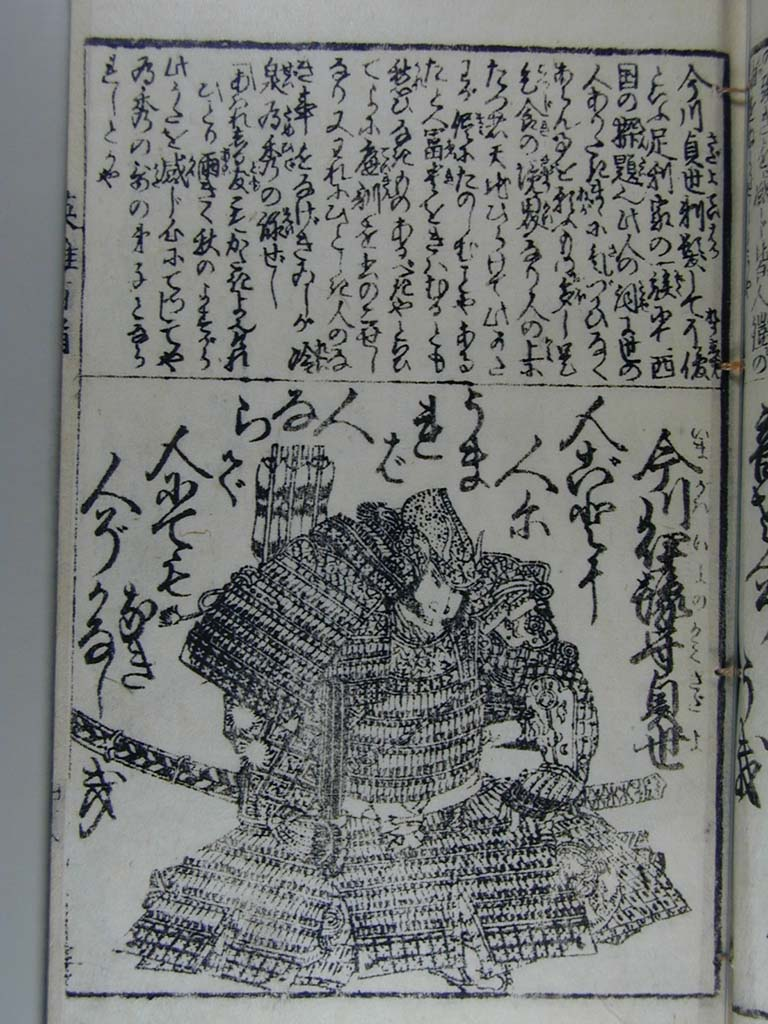
「英雄百人一首」より『今川伊豫守貞世』緑亭川柳著、橋本貞秀画

了俊の評伝を書いた川添昭二は了俊を高く評価して次の文を残している。「性格は慎重で、いわゆる遠謀深慮であり、軍略用兵に秀で、教養は多方面にわたり、雄勁な書を書いた。まさに当代第一級の人物である」。
了俊が九州の征西府を制圧出来た理由に、一門子弟を代官として派遣し、全九州の軍事組織と軍事行動を組成・推進出来たことが挙げられる。肥前に仲秋、豊後に貞臣、日向に氏兼、薩摩・大隅に満範をそれぞれ派遣、国人掌握に当たらせた。こうした上からの国人の組織化にある背景には、九州探題は将軍の分身であるとの了俊の政治思想があり、独立性・自立性が強く幕府や守護に抵抗しつつ、自分達が結集するための核として貴種（足利直冬・懐良親王など）を求める国人に対抗し、国人は守護ではなく直接将軍の分身である探題の下に結集し将軍に忠をなすべきと繰り返し強調した。
しかし、無責任な対応を取ったせいで不信感を抱かれることもあった。永和3年に氏久が武家方に降伏した際、氏久から所領を押領されるのではないかと不安を抱く南九州国人一揆に対し、所領問題では国人に新恩給与された土地の中で、島津氏に関係ある土地は返却するという、島津氏に有利で一揆に不利な対応を取ったため一揆の怒りを買った。こうした点は自覚していたため永和3年12月3日付の一揆宛の書状で「氏久が帰順したため、あなたがたが私のことを恨んでいると聞きました」と率直に述べる一方、「たとえ氏久が参陣したとしても、あなたがたとは無関係の問題であり、あなたがた自身の忠義こそが大事なのです」と忠義を強調する無責任な宣言をするだけだった。
永徳元年に氏久が再び武家方に帰順して一揆と緊張関係が生じた時も不誠実な対応に終始、弘和元年/永徳2年（1382年）の書状で「お互いの知行分の確定については、公方（将軍）の裁定を待ち、まずは八代に出陣してほしい」「玄久（氏久）も一揆中も、ひとまず個人的な遺恨や所領相論は差し置いて、双方陣を引き、すぐに八代に出陣して宮方を退治するよう、堅く命じた」と、八代の征西府討伐を優先するあまり所領問題を棚上げにする言動を繰り返し、一揆の不信感を増大させたことが一揆崩壊の一因となった。
義弘は姻戚関係にあり、かつ九州で共闘した盟友だったが、了俊は著書の1つ『今川了俊書札礼』で義弘ら大内氏への非難を書いている。「大内氏が送って来る書状は自分に対して無礼な言葉遣いであり、弘世の代から一門も家来も無礼な態度を受け継いで呆れてしまう」という文は了俊が大内氏を無礼な一族だと見做していたことが伺い知れる。

## 著作
- 歌学・連歌書
  - 『二言抄』・『言塵集』・『師説自見集』・『了俊一子伝』・『了俊歌学書』・『歌林』・『了俊日記』・『下草』・『落書露顕』
- 紀行文
  - 『道ゆきぶり』・『鹿苑院殿厳島詣記』
- 故実作法・史書等
  - 『懐紙式』・『難太平記』・『了俊大草子』・『今川了俊書札礼』

## 画像集

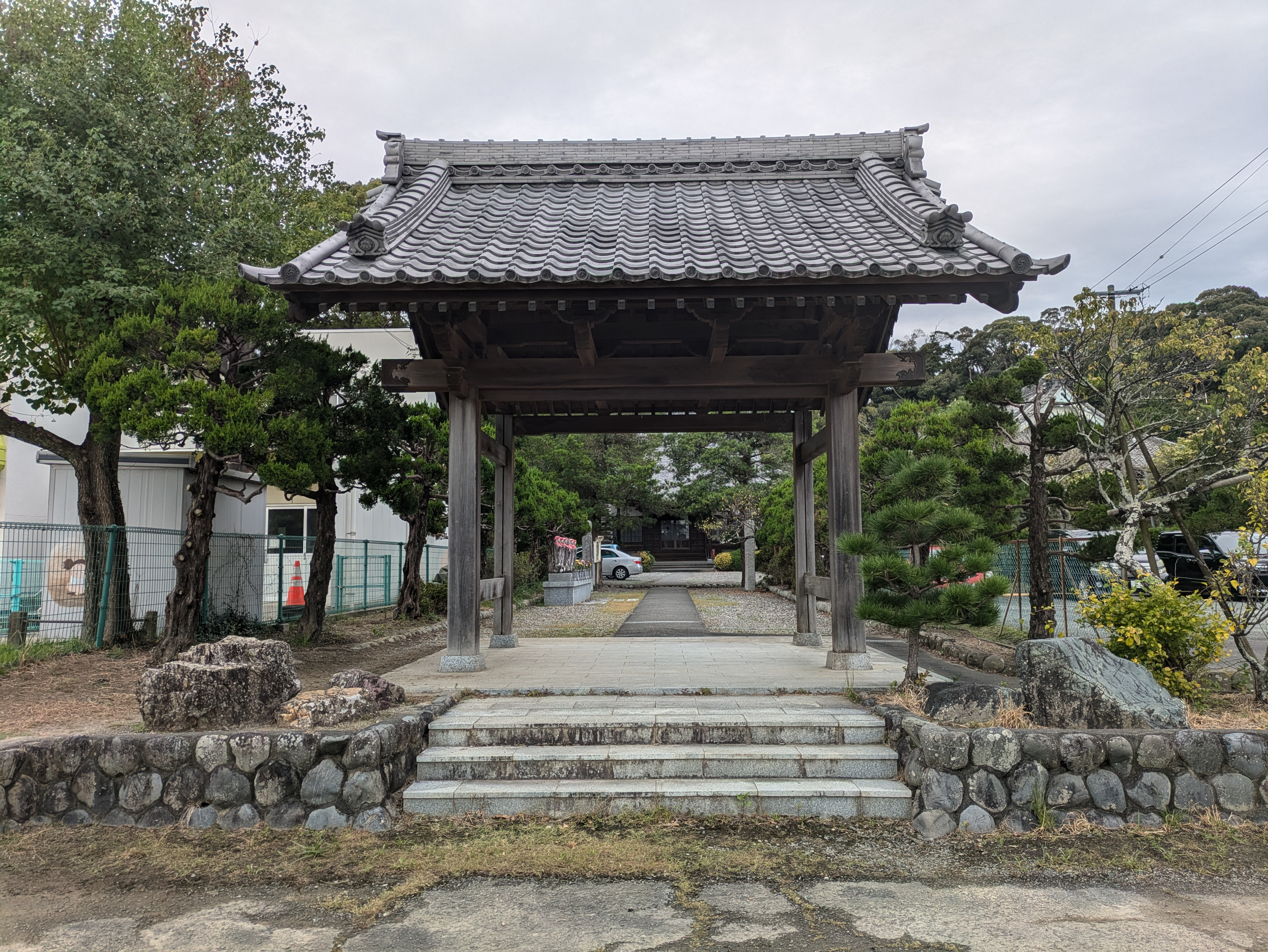
海蔵寺山門（袋井市）（静岡県袋井市堀越764‐1今川貞世開基）
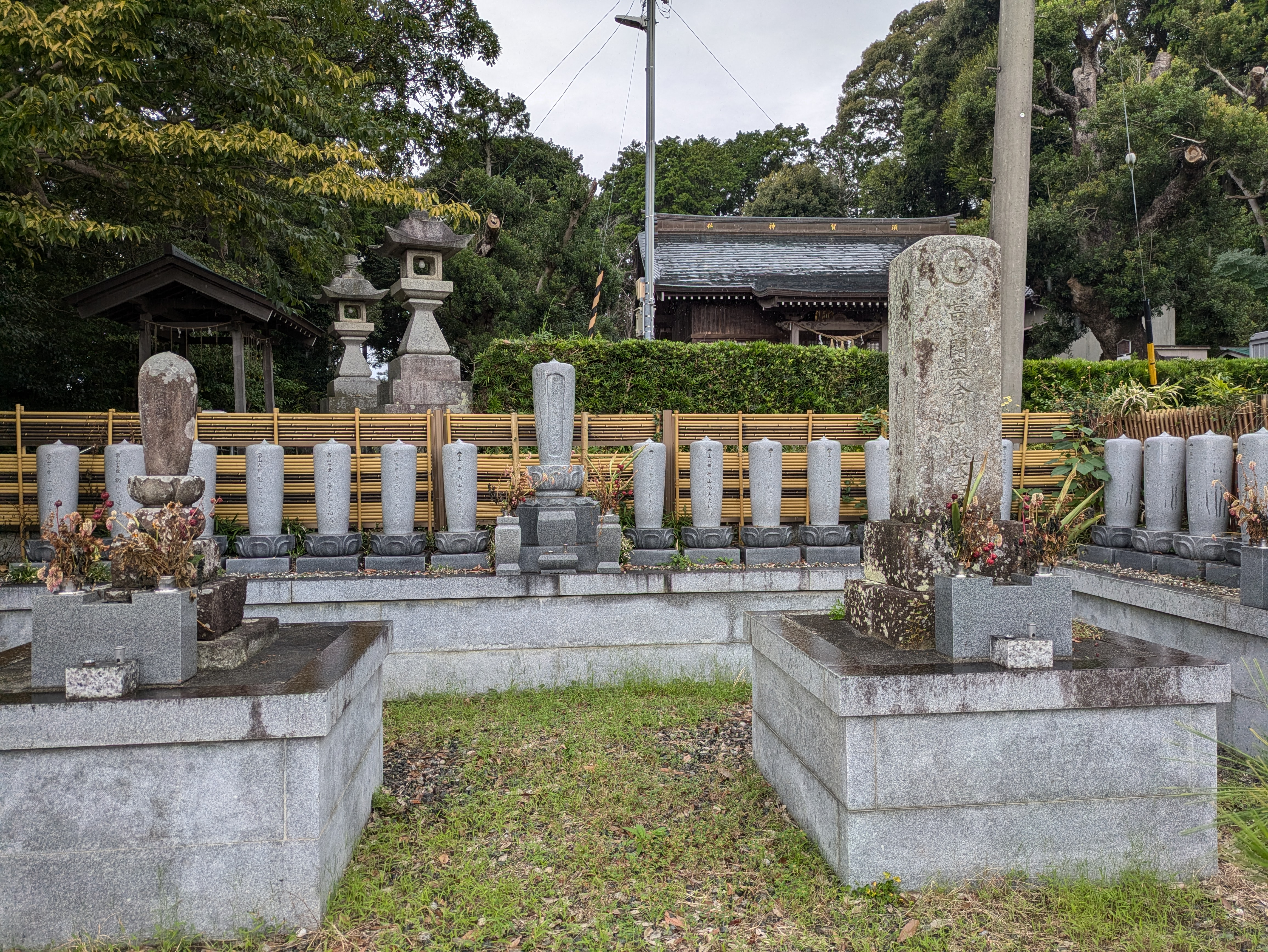
今川貞世（了俊）供養塔（袋井市）（海蔵寺境内1749年建立）
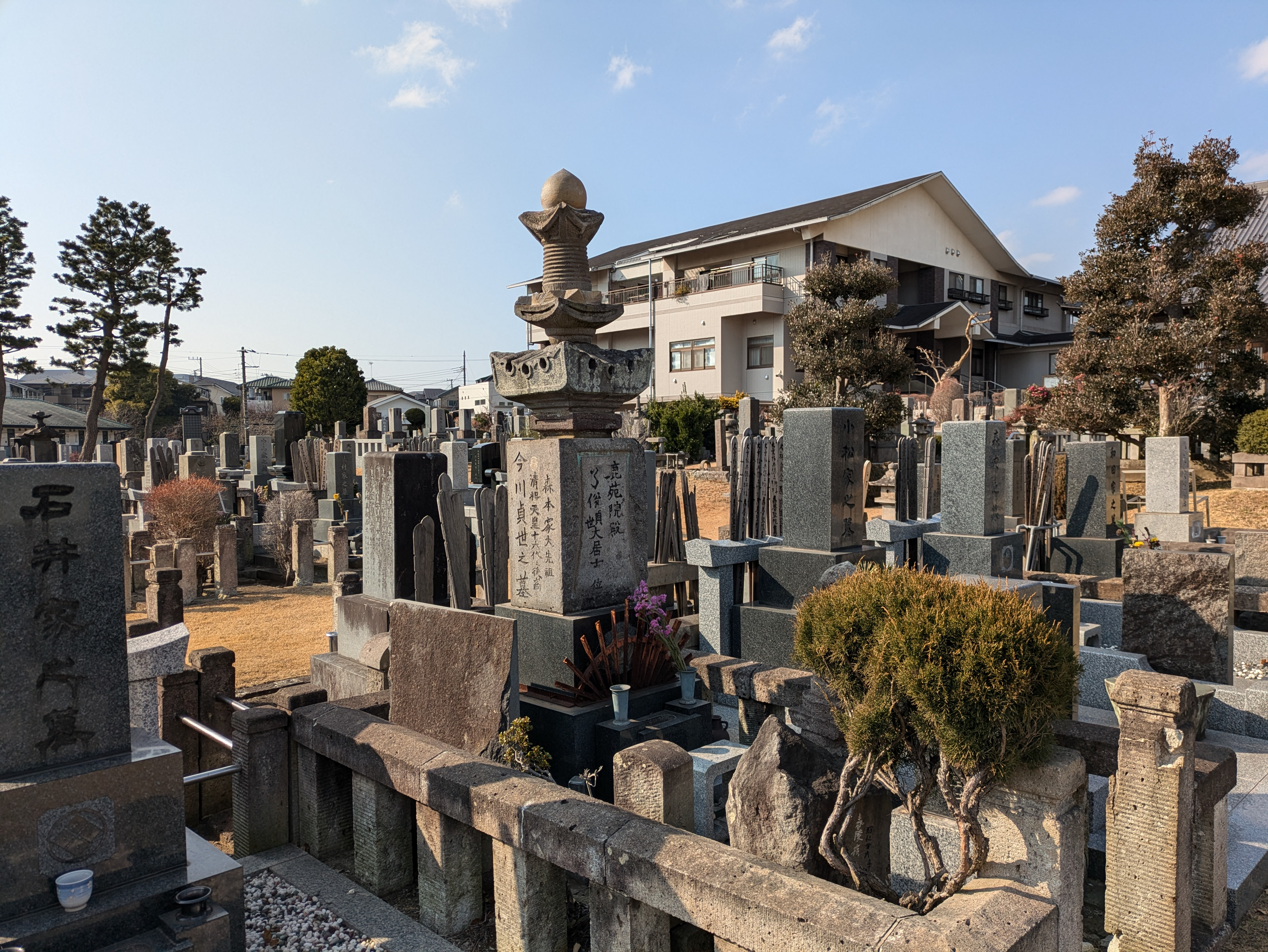
今川貞世（了俊）之墓（千葉市）（千葉県千葉市中央区弁天4-8-20宗胤寺敷地内）
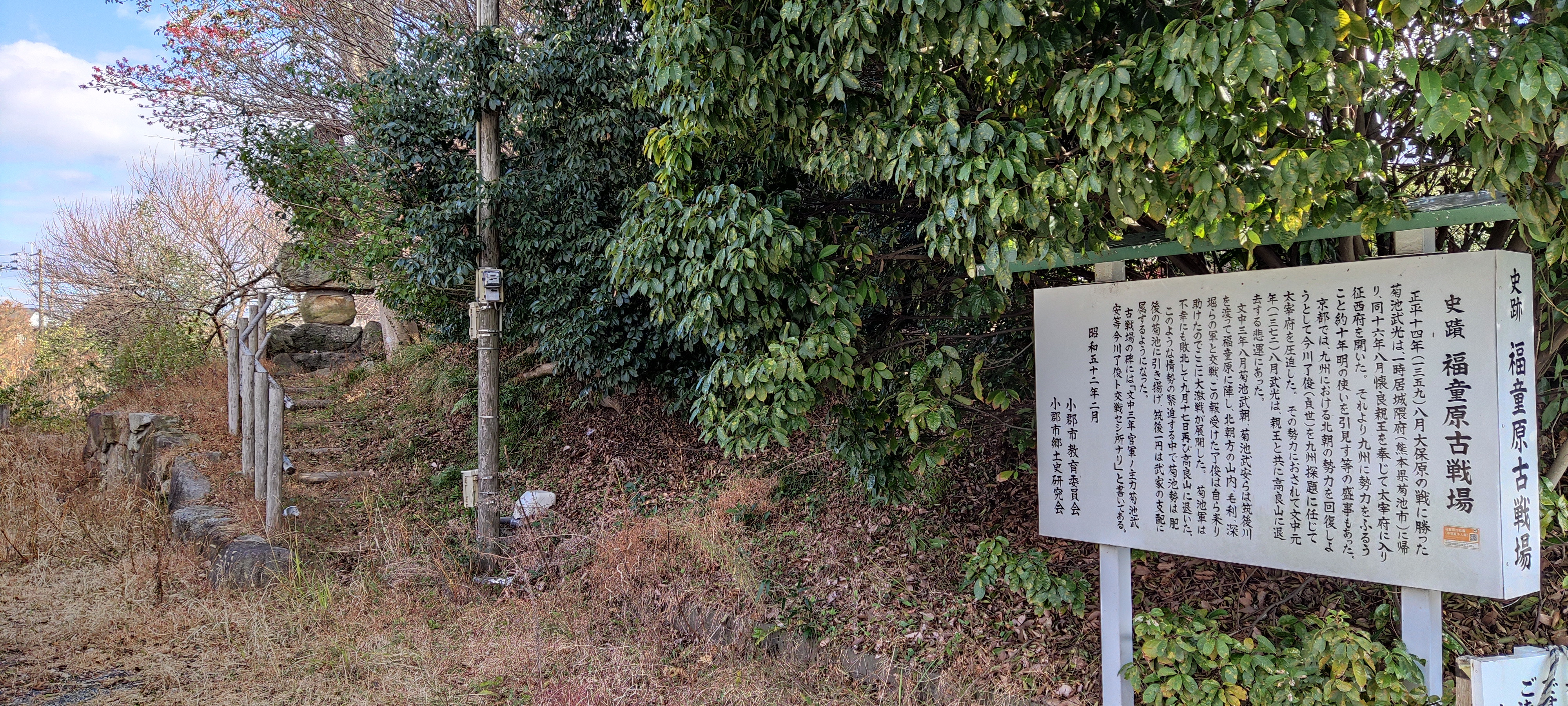
福童原古戦場跡（小郡市）（福岡県小郡市寺福童315）